# Новинка (Кировский район)
Нови́нка — посёлок в Павловском городском поселении Кировского района Ленинградской области.

## История
С 1917 по 1923 год станция Горы и пристанционный посёлок находились в составе Горского сельсовета Ивановской волости Шлиссельбургского уезда.
С 1923 года — в составе Октябрьской волости Петроградского уезда.
Согласно данным переписи населения СССР 1926 года на станции Горы Горского сельсовета Октябрьской волости Ленинградского уезда проживали 16 человек — все русские.
С февраля 1927 года — в составе Мгинской волости. С августа 1927 года — в составе 2-го Горского сельсовета Мгинского района.
С 1928 года — в составе Мгинского сельсовета.

Станция Горы на карте 1941 года

С 1 сентября 1941 года по 31 декабря 1943 года — германская оккупация.
С 1954 года посёлок при станции Горы учитывается областными административными данными как посёлок Новинка в составе Мгинского сельсовета Мгинского района.
В 1958 году население посёлка Новинка составляло 410 человек.
С мая 1959 года посёлок Новинка находился в подчинении Павловского поссовета Ленинградского округа.
С декабря 1960 года — в составе Тосненского района.
С февраля 1963 года —  в подчинении Тосненского горсовета.
По данным 1966 и 1973 годов посёлок Новинка находился в подчинении Павловского поссовета Тосненского района.
По данным 1990 года посёлок Новинка входил в состав Павловского поссовета Кировского района.
В 1997 году в посёлке Новинка Павловского поссовета проживали 96 человек, в 2002 году — 121 человек (русские — 92 %).
В 2007 году в посёлке Новинка Павловского ГП — 109.

## География
Посёлок расположен в западной части района на автодороге 41А-004 (Павлово — Мга — Луга), к юго-востоку от центра поселения, посёлка Павлово.
Расстояние до административного центра поселения — 11 км.
Через посёлок проходит железнодорожная линия Санкт-Петербург — Мга. В посёлке находится станция Горы.
Через посёлок протекает река Мга. К западу от посёлка протекает ручей Пискунов.

## Демография
| 2007 | 2010 | 2017 |
| ---- | ---- | ---- |
| 109  | ↗141 | ↘122 |

## Улицы
1-я линия, 2-я линия, 3-я линия, 4-я линия, Железнодорожная.